# Xã New Auburn, Quận Sibley, Minnesota
Xã New Auburn (tiếng Anh: New Auburn Township) là một xã thuộc quận Sibley, tiểu bang Minnesota, Hoa Kỳ. Năm 2010, dân số của xã này là 418 người.